# Alfred Zachariewicz
Alfred Zachariewicz (ur. 26 sierpnia 1871 we Lwowie, zm. 11 lipca 1937 w Warszawie) – polski inżynier architekt, przedstawiciel historyzmu i modernizmu.

## Życiorys
Był synem prof. Juliana Zachariewicza. Uczęszczał do różnych szkół średnich we Lwowie. Maturę zdał w 1890, po czym podjął studia na Wydziale Budownictwa Szkoły Politechnicznej we Lwowie. Pod kierunkiem ojca zdobył gruntowne wyszkolenie zawodowe w dziedzinie architektury, budownictwa i inżynierii lądowej. Następnie studiował w Wyższej Szkole Technicznej w Wiedniu. Po powrocie do Lwowa pracował przez krótki czas na Politechnice. W 1903, jako "bardzo uzdolniony", zdał tzw. drugi egzamin państwowy. Już pod koniec XIX w. wygrywał konkursy architektoniczne, został też wspólnikiem firmy architektoniczno-budowlanej prof. Jana Lewińskiego. Aktywnie uczestniczył w ówczesnych wielkich przedsięwzięciach architektoniczno-budowlanych we Lwowie (m.in. nieistniejący dziś słynny pasaż Mikolascha i główny dworzec kolejowy), zbudowanych w stylu secesyjnym. Był także cenionym konstruktorem budowlanym.
Wraz z Józefem Sosnkowskim założył firmę: Pierwsze Krajowe Przedsiębiorstwo Robót Żelazobetonowych. W swoim biurze projektował dużo żelbetowych mostów i konstrukcji różnych zakładów przemysłowych (jego dziełem są między innymi kesony żelbetowe na Wiśle pod Krakowem i na Sole pod Oświęcimiem, most na Sanie w Zarzeczu koło Niska, szereg monumentalnych obiektów, banków: Towarzystwo Kredytowe Ziemskie we Lwowie, Izba Przemysłowo-Handlowa we Lwowie, Dworzec Główny we Lwowie, kilkanaście fabryk, rzeźni, chłodni, bekoniarni, szkół, gmachów publicznych i domów czynszowych, gmach PKO we Lwowie, gmach główny BGK w Warszawie, Drugi Dom Techników we Lwowie). O jego osiągnięciach pisano z uznaniem w wielu fachowych pismach krajowych i zagranicznych. Został jednym ze wspólników fabryki cukierniczej „Dr. Jan Rucker i Sp.” we Lwowie.
Otrzymał tytuł c. k. radcy budownictwa, a w 1908 został konsulem Danii we Lwowie.  
W 1915, po prawie rocznej okupacji Lwowa przez wojska rosyjskie, podobnie jak wielu innych Polaków, został wywieziony do Rosji. Wrócił z niej wyczerpany fizycznie i psychicznie dopiero w 1918.